# Уолуэрт (округ, Южная Дакота)
Округ Уолуэрт (англ. Walworth County) располагается в штате Южная Дакота, США. Официально образован в 1873 году. По состоянию на 2010 год, численность населения составляла 5 438 человек.

## География
По данным Бюро переписи США, общая площадь округа равняется 1928 км2, из которых 1833 км2 суша и 94 км2 или 4,980 % это водоёмы.

## Население
По данным переписи населения 2000 года в округе проживает 5 974 жителей в составе 2 506 домашних хозяйств и 1 643 семей. Плотность населения составляет 3,00 человека на км2. На территории округа насчитывается 3 144 жилых строений, при плотности застройки около 2,00-х строений на км2. Расовый состав населения: белые — 86,58 %, афроамериканцы — 0,03 %, коренные американцы (индейцы) — 11,77 %, азиаты — 0,15 %, гавайцы — 0,03 %, представители других рас — 0,07 %, представители двух или более рас — 1,37 %. Испаноязычные составляли 0,60 % населения независимо от расы.
В составе 26,90 % из общего числа домашних хозяйств проживают дети в возрасте до 18 лет, 53,40 % домашних хозяйств представляют собой супружеские пары проживающие вместе, 8,90 % домашних хозяйств представляют собой одиноких женщин без супруга, 34,40 % домашних хозяйств не имеют отношения к семьям, 31,40 % домашних хозяйств состоят из одного человека, 16,40 % домашних хозяйств состоят из престарелых (65 лет и старше), проживающих в одиночестве. Средний размер домашнего хозяйства составляет 2,31 человека, и средний размер семьи 2,89 человека.
Возрастной состав округа: 24,10 % моложе 18 лет, 6,50 % от 18 до 24, 22,40 % от 25 до 44, 25,00 % от 45 до 64 и 25,00 % от 65 и старше. Средний возраст жителя округа 43 лет. На каждые 100 женщин приходится 94,20 мужчин. На каждые 100 женщин старше 18 лет приходится 90,30 мужчин.
Средний доход на домохозяйство в округе составлял 27 834 USD, на семью — 33 654 USD. Среднестатистический заработок мужчины был 23 284 USD против 17 902 USD для женщины. Доход на душу населения составлял 15 492 USD. Около 14,70 % семей и 18,20 % общего населения находились ниже черты бедности, в том числе — 26,00 % молодежи (тех, кому ещё не исполнилось 18 лет) и 13,40 % тех, кому было уже больше 65 лет.